# Doom (filme)
Doom (bra: Doom: A Porta do Inferno, ou Doom - A Porta do Inferno; prt: Doom - Sobrevivência) é um filme tcheco-estadunidense de 2005, dos gêneros ficção científica, terror e ação, dirigido por Andrzej Bartkowiak, com roteiro de Dave Callaham e Wesley Strick baseado no videogame Doom.

## Sinopse
Experiência secreta militar  em Marte acaba abrindo um portal para um mundo de seres terríveis e mortais.

## Elenco
- Dwayne Johnson – Sargento "Sarge"
- Karl Urban – John Grimm
- Rosamund Pike – Samantha Grimm
- Ben Daniels – Goat
- Razaaq Adoti – Duke
- Richard Brake – Cabo Dean Portman
- Al Weaver – Garoto
- Dexter Fletcher – Pinky
- Brian Steele – Curtis Stahl
- Deobia Oparei – Destroyer
- Yao Chin – Mac
- Robert Russell – Dr. Carmack
- Daniel York – Tenente Huengs
- Ian Hughes – Sanford Crosby
- Sara Houghton – Dra. Jenna Willits
- Blanka Jarosova – Dra. Hillary Tallman
- Vladislav Dyntera – Dr. Steve Willits
- Petr Hnetkovsky – Dr. Olsen
- Jaroslav Psenicka – Dr. Thurman
- Marek Motlicek – Dr. Clay

## Recepção
O Metacritic, que usa uma média ponderada, atribuiu ao filme uma pontuação de 34 em 100, baseado em 28 críticos, indicando críticas "geralmente desfavoráveis".